# Kamzík
Der Kamzík (deutsch Gemsenberg, ungarisch Zerge-hegy) ist ein Berg (439 m) in den Kleinen Karpaten am nördlichen Stadtrand von Bratislava (Ortsteil Koliba) und ein  Aussichtspunkt auf die Stadt. Am Gipfelplateau des Kamzík befindet sich der Fernsehturm Bratislava mit einem Aussichtsrestaurant. Auf den Hügel führt eine Sesselbahn. Der Kamzík befindet sich im Naherholungsgebiet Bratislavský lesný park (Waldpark Bratislava).